# Szakács Tibor
Szakács Tibor (Budapest, 1966. július 28. –) magyar színész.

## Életpályája
A Táncművészeti Főiskolán végzett, a Magyar Állami Operaház balett társulatának volt a tagja. 1987-ben jelentkezett a Színház- és Filmművészeti Főiskolára, ahol 1991-ben végzett. 1992–1994 között a kaposvári Csiky Gergely Színház, 1994–1997 között pedig a Radnóti Miklós Színház színésze volt. 1997-ben a Soproni Petőfi Színház tagja lett. 2003 óta a Vidám Színpad (Centrál Színház) tagja volt, majd 2012-től az Újszínház színésze lett. Játszik a Budaörsi Játékszínben is.

## Színházi szerepei
- Dosztojevszkij: Bűn és bűnhődés....Razumihin (Ódry Színpad)
- Alonso Alegría: Kötélen a Niagara fölött....Carlo (Ódry Színpad)
- Maurice Druon: Amerikából jöttem....Gamberone (Ódry Színpad)
- George Bernard Shaw: Az ördög cimborája....Burgoyne tábornok (Ódry Színpad)
- Erdélyi Mihály: Vedd le a kalapod a honvéd előtt!....Tesséky Ferenc főhadnagy (Józsefvárosi Színház)
- Nagy András: Magyar három nővér....Turáni-Tuzenbach (Játékszín)
- Woody Allen: Kleinman és a halál....Kleinman (Egyetemi Színpad)
- William Shakespeare: Szentivánéji álom....Lysander (Merlin Színház)
- Karinthy Márton: Korai fagy....Pierre (Karinthy Színház)
- Arthur Miller: Pillantás a hídról....Rodolpho (József Attila Színház)
- Kesselring: Arzén és levendula....Dr. Einstein (Karinthy Színház)
- Karinthy Márton: Lassú felmelegedés....Szíjjártó Félix (Karinthy Színház)
- Horváth Péter: 56 csepp vér....Szakaszvezető (Papp László Sportaréna)
- Arisztophanész: Lüszisztraté....Kinésziász (Óbuda)
- Arne Lygre: A fiú árnyéka....Apa (Művészetek és Irodalom Háza, Pécs)
- William Shakespeare: Othello....Cassio (Jászai Mari Színház)
- Csokonai Vitéz Mihály: Özvegy Karnyóné és a két szeleburdiak....A két szeleburdiak (Marczibányi téri Művelődési Központ)
- Balatoni Mónika: Royal kabaré....Karesz (Madách Színház)
- Leonard Bernstein: West Side Story....Riff (Vígszínház)

### Kaposvári Csiky Gergely Színház
- William Shakespeare: Rómeó és Júlia....Rómeó
- Makszim Gorkij: Éjjeli menedékhely....Vászka

### Radnóti Színpad
- Gogol: Háztűznéző....Sztyepán
- Carlo Gozzi: A szarvaskirály....Deramo
- Victor Hugo: A király mulat....Saltabadil
- Emanuel Schikaneder–Mosonyi Alíz: Varázsfuvola....Monostatos
- Barta Lajos: Szerelem....Katonatiszt
- Molnár Ferenc: A jó tündér....Államtitkár

### Soproni Petőfi Színház
- Harold Pinter: A születésnap....McCann
- Pozsgai Zsolt: A tenger szerelmesei....Guma
- Arthur Schnitzler: Beláthatatlan táj....Ottó
- John Kander–Fred Ebb: Kabaré....Konferanszié
- Dosztojevszkij: A Karamazov testvérek....Aljosa
- Tennessee Williams: Üvegfigurák....Tom Wingfield
- John Kander–Fred Ebb: Chicago....Billy Flyn
- Füst Milán: A zongora....Neumann Gerő
- Szomory Dezső: Incidens az Ingeborg-hangversenyen....Ole Ingeborg
- Szigligeti Ede: Liliomfi....Liliomfi
- Spiró György: Az imposztor....Rybak
- Neil Simon: Mezitláb a parkban....Paul Bratter
- Baróti Géza: Bástyasétány 77....Pásztor Rudolf
- David Mamet: "Sale" (Floridai öröklakás eladó)....David Moss

### Vidám Színpad
- Eisemann Mihály: Fekete Péter....Angyal Gusztáv
- Shakespeare: Ahogy tetszik....Olivér
- William Shakespeare: Tévedések vígjátéka....Efezusi Antipholus
- Shakespeare: A makrancos hölgy....Tranio
- Beaumarchais: Figaro házassága....Bazilio
- Magyar Attila: Álmodozók a falvédőről
- Neil Simon: Legénylakás....Vanderhof
- Shakespeare: Vízkereszt, vagy amit akartok....Hervasztó Ábris
- Anthony Marriott–Alistair Foot: Csak semmi szexet kérem!....Peter Hunter
- Baráthy György: Szemfényvesztés....Peter von Kékesy
- Alfonso Paso: Mennyből a hulla....Juan
- Shakespeare: Sok hűhó semmiért....Konrád

### Budaörsi Játékszín
- Molnár Ferenc: Liliom....Liliom
- Vajda Katalin: Anconai szerelmesek....Giovanni
- Milan Kundera: Jakab és az ura....Fiatal balek
- Frederick Stroppel: Sors bolondjai....Jay Morrison
- Michael Stewart: Szeretem a feleségem....Wally

## Filmjei

### Játékfilmek
- Sztracsatella (1996)
- Vademberek (2001)
- Miraq (2006)
- 56 csepp vér (2007)
- A legbátrabb város (2008)
- Papírkutyák (2009)
- Az igazi ajándék (2009)

### Tévéfilmek
- Privát kopó (1993)
- Minden mesék könyve
- Lilla tündér lesz
- TV a város szélén (1998)
- Kisváros (1999-2000)
- Mai mesék: Egy kis szívesség (2000)
- Pasik! (2001)
- Tűzvonalban (2008)
- Gálvölgyi Show (2008-2009)
- Barátok közt (2008)
- Állomás (2009)
- Diplomataválasz (2010)
- Hacktion: Újratöltve (2013)
- A merénylet (2018)
- Jóban Rosszban (2018–2020)
- A mi kis falunk (2022)

## Szinkronszerepei
- Táncoló talpak: Frankie - Michael Cornacchia
- Hitman – A bérgyilkos: Udre Belikoff - Henry Ian Cusick

## Külső hivatkozások
- Centrál Színház
- stop.hu[halott link]